# 八重原 (君津市)
八重原（やえはら）は、千葉県君津市の地名。丁番を持たない単独町名で、郵便番号は299-1171。

## 地理
市内北西部、小糸川下流に位置する。
地内南西部に住宅が集まり、北東側は山林になっている。地内中心部には新日本製鐵（現：日本製鉄）の八重原社宅が存在したが、2012年3月末までに全て閉鎖・順次解体され、2017年現在は分譲地になっている。
北東から南にかけて三直、西で内蓑輪、北西で南子安とそれぞれ接する（いずれも君津市）。

## 歴史

### 沿革
- 1943年（昭和18年）4月1日 - 君津郡八重原村が周西村と合併し君津郡君津町が成立、同時に大字南子安・内蓑輪等の一部が分割され、町名としての八重原が成立。
- 1945年（昭和20年） - 太平洋戦争：地内の第二海軍航空廠八重原工場が破壊される。
- 1962年（昭和37年） - 八幡製鐵（後の新日本製鐵→新日鐵住金、現在の日本製鉄）八重原団地の造成開始。1968年（昭和43年）までに41棟の社宅が建設される。
- 2012年（平成24年）3月末まで - 八重原団地社宅が全棟移転・閉鎖。

## 世帯数と人口
2017年（平成29年）10月31日現在の世帯数と人口は以下の通りである。
| 大字   | 世帯数  | 人口  |
| ------ | ------- | ----- |
| 八重原 | 407世帯 | 823人 |

## 小・中学校の学区
市立小・中学校に通う場合、学区は以下の通りとなる。
| 番地 | 小学校               | 中学校               |
| ---- | -------------------- | -------------------- |
| 全域 | 君津市立八重原小学校 | 君津市立八重原中学校 |

## 交通
地内を通る鉄道路線および国道・県道はない。最寄駅はJR内房線君津駅。

### バス
- 日東交通
  - 君津市内循環線 君津駅北口 - 君津製鉄所 - 大和田 - 君津駅北口 - 君津市役所 - 八重原 - 八重原寮前 - A10棟前 - 友好館前 - 八重原寮前（循環ルート）

八重原社宅閉鎖後も、社宅の棟名を使用しているバス停は改称されないまま残されている（2017年1月現在）。また、「八重原」バス停は地内ではなく南子安に所在する。

## 施設
- 日本製鉄君津製鉄所八重原寮
- 君津鐵友館
- 日本製鉄友好館
- ロア八重原 - 八重原社宅跡地の分譲地。
  - 特別養護老人ホーム ウィステリア八重原
- 八重原公園[5]
- 八重原緑地[5]